# Krzczonów (gemeente)
De gemeente Krzczonów is een landgemeente in het Poolse woiwodschap Lublin, in powiat Lubelski.
De zetel van de gemeente is in Krzczonów (tot 30 december 1999 Krzczonów-Wójtostwo genoemd).
De gemeente omvat Krzczonowski Park Krajobrazowy en Rezerwat przyrody Las Królewski.
Op 30 juni 2004 telde de gemeente 5012 inwoners.

## Oppervlakte gegevens
In 2002 bedroeg de totale oppervlakte van gemeente Krzczonów 128,15 km², waarvan:
- agrarisch gebied: 82%
- bossen: 12%

De gemeente beslaat 7,63% van de totale oppervlakte van de powiat.

## Demografie
Stand op 30 juni 2004:
| Omschrijving                   | Totaal | Totaal | Vrouwen | Vrouwen | Mannen | Mannen |
| ------------------------------ | ------ | ------ | ------- | ------- | ------ | ------ |
| eenheid                        | aantal | %      | aantal  | %       | aantal | %      |
| inwoners                       | 5012   | 100    | 2576    | 51,4    | 2436   | 48,6   |
| bevolkingsdichtheid (inw./km²) | 39,1   | 39,1   | 20,1    | 20,1    | 19     | 19     |

In 2002 bedroeg het gemiddelde inkomen per inwoner 1000,1 zł.

## Plaatsen
W obrębie gminy znajdują się miejscowości: Antoniówka, Boży Dar, Gierniak, Kosarzew Dolny, Kosarzew Górny, Kosarzew-Stróża, Krzczonów, Krzczonów Pierwszy, Krzczonów Drugi, Krzczonów Trzeci, Krzczonów-Sołtysy, Krzczonów-Wójtostwo, Krzczonów-Folwark, Krzczonów-Skałka, Krzczonów-Sołtysy, Lewandowszczyzna, Majdan Policki, Nowiny Żukowskie, Olszanka, Piotrkówek, Policzyzna, Pustelnik, Sobieska Wola Pierwsza, Sobieska Wola Druga, Teklin, Walentynów, Zielona, Żuków Pierwszy, Żuków Drugi, Żuków-Kolonia.

## Aangrenzende gemeenten
Bychawa, Jabłonna, Piaski, Rybczewice, Wysokie, Żółkiewka